# ドックス
株式会社ドックスは、東京都中央区に本社を置くテレビ番組の企画・制作・人材協力を行っている会社である。自社制作では企業VP、MVなどの制作を行っている。

## 事業内容
- コンテンツ事業部【本社制作部・映像制作部・ラジオ制作部・営業・総務人事】（番組制作の企画・制作・人材協力）
- 技術制作事業部（CM、PV、VP映像企画・作成・イベント企画・運営・ドローン空撮・演出）
- デザイン事業部（ポスター・広告など）

## 概略
人材派遣会社・制作プロダクションなど多数の案件を経験したディレクターなどのスタッフを中心に2016年4月1日設立された独立系制作プロダクションである。
現在、本社制作部・人材協力番組を中心に バラエティ、ドキュメンタリー、報道・情報系なども数多く携わっている。

### 沿革
- 2016年（平成28年）4月 - 株式会社ドックス設立。
- 2018年（平成30年）12月 - 資本金2300万円に増資。
- 2019年（令和元年）5月 - 制作部などの部署を事業部組織に編成。
- 2019年（令和元年）12月 - 株式会社ドックス本社所在地を東京都中央区築地4-3-4リッツ銀座ビル4Fに移転
- 2020年（令和2年）4月 - 事業拡大により組織再編、自社内案件増加に伴い本社制作部設置。
- 2021年（令和3年）3月 - 組織再編。（人員増員に伴いマネジメント体制強化）
- 2022年（令和4年）8月 - 事業拡大に伴い、本社所在地を東京都中央区築地1-13-13北水ビル第3 3Fに移転
- 2024年（令和6年）9月 - 営業・総務人事・本社制作部・映像制作部・ラジオ制作部をコンテンツ事業部門へ集約。

## 役員
- 中根 隆也（代表取締役社長）

## 本社制作部
レギュラー
- ラーメン WalkerTV2

その他
- 真夜中ドラマ（ドラマメイキング）
- 太川蛭子の旅バラ（技術協力）
- でんじろうのTHE実験（技術協力）

## 主な人材協力テレビ番組

### NHK
バラエティ
- 突撃!カネオくん
- チコちゃんに叱られる!

### 日本テレビ
情報・報道
- ZIP!
- DayDay.
- news every.
- news zero
- 真相報道 バンキシャ!
- 深層NEWS（BS日本）
- 日テレポシュレ
- スッキリ (テレビ番組)（2006年4月3日 - 2023年3月31日）
- PON! (2010年3月29日 - 2018年9月27日)

バラエティ
- ヒルナンデス!
- 有吉ゼミ
- 有吉の壁
- 人生が変わる1分間の深イイ話
- しゃべくり007
- 月曜から夜ふかし
- ウチのガヤがすみません!
- ザ!世界仰天ニュース
- ぐるぐるナインティナイン
- 沸騰ワード10
- 世界一受けたい授業
- マツコ会議
- ニノさん
- 行列のできる相談所
- 第7キングダム
- EGG

音楽
- 歌え!昭和のベストテン（BS日本）

特番
- 24時間テレビ 「愛は地球を救う」
- 明石家さんまの転職DE天職
- 世界に誇る50人の日本人 成功の遺伝史
- 全国高等学校クイズ選手権

### TBSテレビ
情報・報道
- THE TIME,
- ひるおび
- Nスタ
- NEWS23
- 王様のブランチ
- よるのブランチ
- プチブランチ
- あさチャン! (2014年（平成26年）3月31日から2021年（令和3年）9月30日)
- ビビット(2015年（平成27年）3月30日から2019年（令和元年）9月27日)
- まるっと!サタデー（2019年7月6日から2023年3月25日）

バラエティ
- ラヴィット!
- ニンゲン観察バラエティ モニタリング
- 坂上&指原のつぶれない店
- サンデージャポン
- アイ・アム・冒険少年（2020年5月25日から2024年3月4日）
- それSnow Manにやらせて下さい
- ジョブチューン アノ職業のヒミツぶっちゃけます!
- 炎の体育会TV
- 再現できたら100万円!THE神業チャレンジ
- バナナサンド

### テレビ朝日
バラエティ
- ポツンと一軒家（ABC朝日放送テレビ）
- 陸海空 こんな時間に地球征服するなんて（2017年4月11日 - 2019年6月24日）
- 今夜、誕生!音楽チャンプ(2017年10月8日 - 2018年3月11日)

### フジテレビ
報道・情報
- Live News イット!
- BSフジLIVE プライムニュース（BSフジ）

バラエティ
- バイキング (テレビ番組)
- VS魂
- 逃走中
- BACK TO SCHOOL!
- その原因、Xにあり!(2016年10月28日 - 2017年9月29日)

### テレビ東京
バラエティ
- 池の水ぜんぶ抜く
- 出川哲朗の充電させてもらえませんか?
- 出没！アド街ック天国
- YOUは何しに日本へ?
- 主治医が見つかる診療所
- 超かわいい映像連発!どうぶつピース!!
- 先生、、、どこにいるんですか? 〜会って、どうしても感謝の言葉を伝えたい。〜（2019年10月4日から2020年1月24日）

### 東京メトロポリタンテレビジョン
- 5時に夢中!
- モーニングCROSS(2014年4月1日〜2021年3月31日)

### テレビ大阪
バラエティ
- 和風総本家（2008年4月14日～2020年3月19日）

### 讀賣テレビ
バラエティ
- 秘密のケンミンSHOW

## 主な人材協力ラジオ番組

### TBSラジオ
- たまむすび
- 伊集院光とらじおと
- 爆笑問題の日曜サンデー
- JUNK爆笑問題カーボーイ
- 萩上チキ　Session-22